# Hymenostylium papillinerve
Hymenostylium papillinerve är en bladmossart som beskrevs av Hugh Neville Dixon 1932. Hymenostylium papillinerve ingår i släktet Hymenostylium och familjen Pottiaceae. Inga underarter finns listade i Catalogue of Life.